# Ajia Irini (dystrykt Nikozja)
Ajia Irini (gr. Αγία Ειρήνη) – wieś w Republice Cypryjskiej, w dystrykcie Nikozja. W 2011 roku liczyła 27 mieszkańców. Położone jest w górach Trodos.